# Paço da Glória
O Paço da Glória é um solar do século XVIII localizado em Jolda Madalena, na atual freguesia de Jolda (Madalena) e Rio Cabrão, município de Arcos de Valdevez, em Portugal.
O edifício do século XVIII e de estilo barroco, com algumas extravagâncias do século XX. Serviu de cenário da telenovela da TVI, Deixa que Te Leve.
Encontra-se classificado como Monumento de Interesse Público desde 2012.

## História
A primeira referência ao lugar remonta a 1258, nas Inquirições de D. Afonso III, na altura chamada de Quinta de Novais.  Em 1515 as terras foram doadas pelo rei D. Manuel I a Martim Fernandes Vilarinho, que construiu uma torre defensiva numa colina sobranceira ao romântico vale do Rio Lima.
Foi reconstruído no séc. XVIII por Francisco de Araújo e Amorim, com grande fortuna ganha durante a exploração ao Brasil, casado com Isabel Araújo Pereira de Castro, de um ramo da família dos Pereiras, de Bertiandos, Ponte de Lima. A capela da casa, fundada em 1737, dedicada a Nossa Senhora da Glória, deu o nome ao solar.
Em 1909 o Paço foi adquirido pelo conde de Santa Eulália. Nessa altura decorria a demolição do antigo Convento dos Remédios em Braga para a construção do Theatro Circo. Entre outros elementos decorativos adquiriu duas pedras de armas de arcebispos de Braga que colocou sobre as entradas do Paço. Colocou ainda um brasão dos Ferreira que adquiriu em Monção e retirou o estuque deixando o Granito à vista. Depois de falecer em 1917, a esposa americana e o filho não se interessaram pelo Paço, que caiu nas mãos do estado.
Em 1937 a propriedade foi leiloada em hasta pública, sendo arrematada pelo Inglês Pitt-Millward que fez bastantes melhoramentos no Solar. Melhorou a entrada, com um alpendre, duas varandas e escadas traseiras, fez escadas internas, quartos e a piscina barroca. No andar nobre, formou uma galeria com 14 bustos, cópias de esculturas existentes em museus franceses, sobretudo no Louvre. Entre outros estão representados Luis XIV e o cardeal Richelieu. O pavimento foi copiado do Castelo da D. Chica. Após a sua morte em 1978 o palácio passa para as mãos do seu amigo pessoal, escritor e cineasta britânico, Collin Clark, que converte o edifício secundário, que era até à data estábulos,  e constrói seis quartos destinados a turismo de habitação, além de adquirir o portão de entrada e a fonte datada de 1867.
Em 1988 passou a ser propriedade de Maurício Macedo, que fez alguns melhoramentos para acolher turistas, como aquecimento central e uma sala de Pequeno-almoço no primeiro andar.
Em Setembro de 1998, José Braga Gonçalves, um dos fundadores da Universidade Moderna, tentou comprar o Paço da Glória, Maurício de Macedo, recusou vender mas aceitou ceder o edifício, por um período de três anos, mediante o pagamento de dez mil contos.
José Braga Gonçalves iniciou a remodelação da casa e, em Dezembro do mesmo ano, conseguiu assinar um novo contrato, que previa a exploração, também por três anos e mediante a mesma quantia, do Paço da Glória. Segundo o contrato, findo esse prazo, Maurício Macedo prometia vender a Braga Gonçalves a totalidade da sociedade que possuía e que era detentora do imóvel, por 350 mil contos.
Com a saída de José Braga Gonçalves da Dinensino em Janeiro de 1999, acabou a sua fonte de financiamento, pelo que, em 2 de Fevereiro, ele foi obrigado a rescindir o contrato, declarando-se impossibilitado de o cumprir quer no que respeita à exploração do Paço da Glória, quer quanto à promessa de compra e venda. Como cláusula contratual, aceitou que Maurício de Macedo retivesse para si 70 mil contos.
Desde 2002 é propriedade da família Illing. O Paço mantém-se como uma casa privada de família, no entanto o seu edifício secundário foi recentemente renovado e transformado em uma casa totalmente independente do solar, para que durante a ausência dos proprietários, seja alugado para férias, retiros, entre outros eventos. Os hóspedes ficam alojados no referido edifício – intitulado de Meia-Lua – e podem usufruir de todas as instalações exteriores da propriedade.